# قائمة زملاء الجمعية الملكية المنتخبين في 1975
هذه الصفحة تعرض قائمة زملاء الجمعية الملكية المُنتخبين لعام 1975.

## الزملاء
- توني لين [الإنجليزية]‏
- Frederick Whatley [الإنجليزية]‏
- Keith Dalziel [الإنجليزية]‏
- Peter Christopher Caldwell [الإنجليزية]‏
- Andrew Lang (physicist) [الإنجليزية]‏
- John Wyrill Christian [الإنجليزية]‏
- Arthur Erdélyi [الإنجليزية]‏
- James Munro Dodd [الإنجليزية]‏
- جورج والكر
- ديفيد باكنغهام
- إدوارد جورج بوين
- Boris P. Stoicheff [الإنجليزية]‏

## الأعضاء الأجانب
- هنري جيلمان
- مايكل هايدلبرغر
- فيودور لينن
- لارس أونساغر